# Salassa
Pour les articles homonymes, voir Salassa (homonymie).
Salassa est une commune italienne de la ville métropolitaine de Turin dans la région Piémont en Italie.

## Administration
| Période                                  | Période | Identité | Étiquette | Qualité |
| ---------------------------------------- | ------- | -------- | --------- | ------- |
|                                          |         |          |           |         |
| Les données manquantes sont à compléter. |         |          |           |         |

### Hameaux
Regione Burone, Cascina Fenale, Pianter, Borgata Valleri

### Communes limitrophes
Castellamonte, Valperga, Rivarolo Canavese, San Ponso, Oglianico